# Вишневий провулок (Київ)
Вишне́вий прову́лок — зниклий провулок, що існував у Шевченківському районі міста Києва, місцевість Татарка. Пролягав від Печенізької до Соляної вулиці. 

## Історія
Виник наприкінці XIX століття під такою ж назвою. Офіційно ліквідований на початку 1980-х років у зв'язку зі знесенням старої забудови на Татарці. На місці провулку нині прокладено сходи, лінія провулку збереглася. На деяких найновіших картах провулок знову позначається як існуючий.